# The Feud (película de 1989)
The Feud (conocida en España como A tortas con los vecinos) es una película de comedia de 1989, dirigida por Bill D’Elia, que a su vez la escribió, está basada en la novela de Thomas Berger, musicalizada por Brian Eddolls, en la fotografía estuvo John Beymer y los protagonistas son Scott Allegrucci, Rene Auberjonois y Ron McLarty, entre otros. El filme fue realizado por American Playhouse, se estrenó en octubre de 1989.

## Sinopsis
En el momento que Dolf Beeler ingresa en la ferretería de Bud Bullard con un cigarrillo prendido y no hace caso a la regla de prohibido fumar, se genera un pequeño inconveniente que se va transformando en una disputa cada vez más fuerte.